# Stoffprüfer

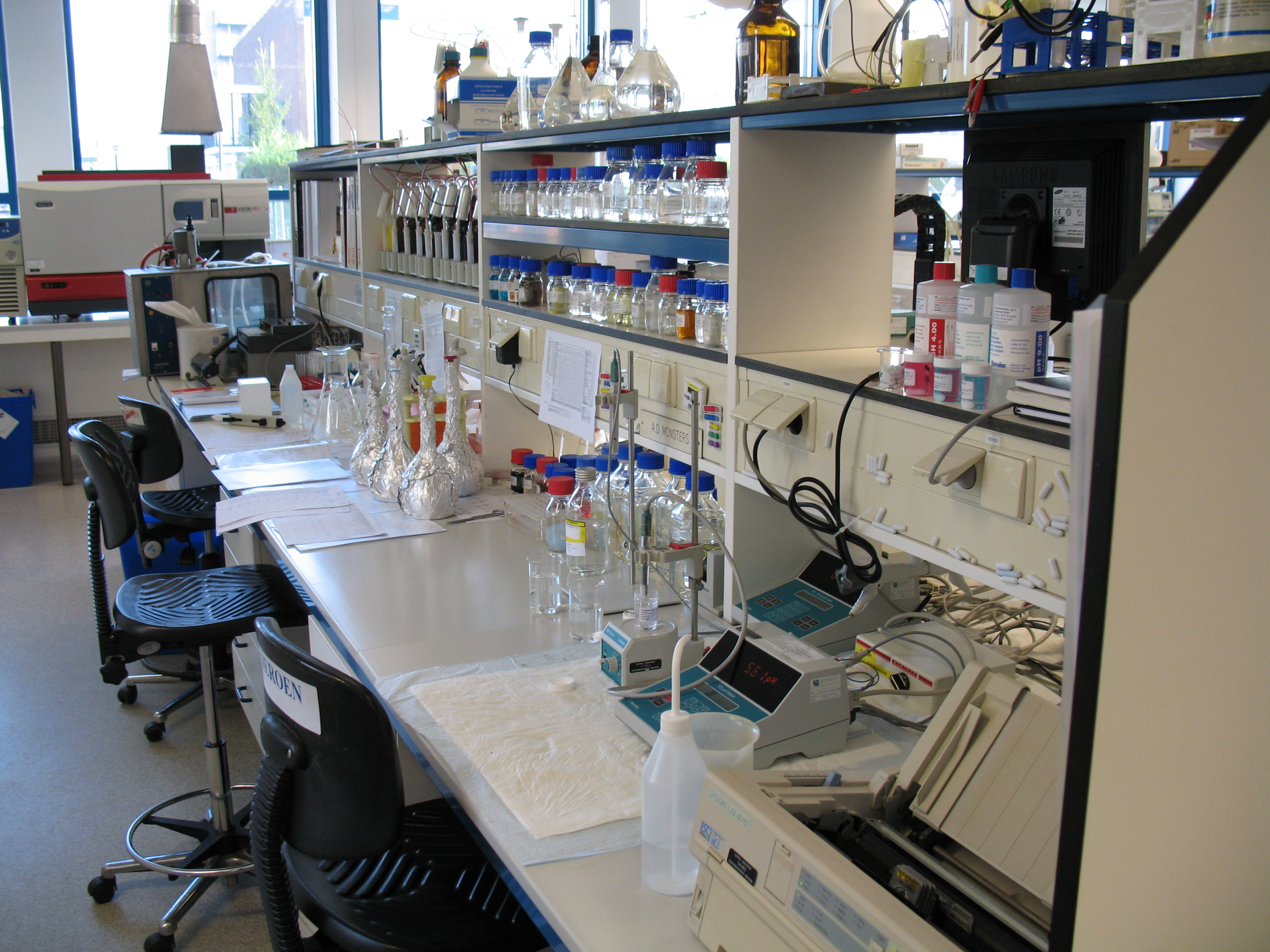
Arbeitsplatz des Stoffprüfers im Labor.

Der Stoffprüfer führte Untersuchungen von Erzeugnissen der Glas- und Keramischen Industrie durch. Zu diesem Zweck prüfte er die technische, chemische und physikalische Zusammensetzung von verschiedenen Stoffen. Der Beruf wurde überwiegend im Labor ausgeübt und nach einer mehrjährigen Ausbildung erlernt. Anstellung fanden Stoffprüfer in der Keramik- und Glasindustrie.

## Tätigkeiten
Zu den Tätigkeitsschwerpunkten des Stoffprüfers gehörte die Untersuchung von  Rohstoffen und Hilfsstoffen hinsichtlich ihrer chemischen Zusammensetzung. Die auf physikalisch-technischen Wegen ermittelten Werte wurden mit den Qualitätsstandards abgeglichen, mögliche Abweichungen wurden festgestellt. Des Weiteren waren laufend Prüfmuster und Prüfberichte einer Fertigungsreihe an zu fertigen und zu bewerten. Während der Analyse führte er grundlegende chemische Verfahren, wie etwa der Bestimmung des pH-Wertes und der Feststellung der Dichte aus. Die Proben wurden zu diesem Zweck zerkleinert, gesiebt und die Einzelbestandteile gewogen. Anschließend wurden die Proben titriert, destilliert oder fraktioniert.